# Экклстон, Томас
Томас Экклстон, или Томас из Экклстона (англ. Thomas of Eccleston, лат. Thomas Eclestonus, Thomas Ecklestonus; ум. в 1258 или 1259) — английский церковный историк XIII века, монах-францисканец, автор латинской хроники «О прибытии братьев-миноритов в Англию» (лат. De adventu fratrum minorum in Angliam). Сам он называет себя просто «Братом Томасом» (лат. Frater Thomas), а эпитетом «из Экклстона» впервые удостоил его в середине XVI века известный историк и антикварий Джон Бойл.

## Жизнь и труды
Происхождение не установлено, как и дата рождения. Возможно, был уроженцем деревни Экклстон в Ланкашире, известной ещё по «Книге Страшного суда» (1086), но никаких документальных подтверждений этому не существует. Не позже 1231 года, вероятно, в молодом возрасте, вступил в орден францисканцев. Между 1230 и 1240 годами изучал богословие в Оксфорде, после чего осел в лондонском приорате ордена, не занимая никаких заметных должностей.
В своём сочинении он упоминает, что проживал в Лондоне при Уильяме Ноттингемском, занимавшим должность провинциального министра ордена в Англии в 1230—1234 годах, а также о своих контактах с известным теологом-францисканцем Адамом Маршем (ум. 1257).
Историческое сочинение Экклстона «О прибытии братьев-миноритов в Англию» (лат. De adventu fratrum minorum in Angliam), посвящённое им знакомому брату Симону из Эшби, излагает историю францисканцев в Англии, начиная с 1224 года, когда «серые братья» впервые прибыли туда вместе с первым провинциальным министром ордена Агнеллом Пизанским, и до 1258 года, когда умер брат Стефан из Солсбери. Последним упоминаемым Экклстоном генеральным министром ордена является оставивший свой пост в 1257 году Джованни Пармский.
В течение первых 26 лет своего пребывания в Англии Экклстон, вероятно, занимался собиранием материалов для своей хроники, в основу которой, помимо личных воспоминаний, легли рассказы его современников и несохранившиеся документы. Описанный им период истории ордена небезосновательно называют «героическим», когда францисканское движение на острове испытывало конкуренцию со стороны более влиятельных орденов августинцев, бенедиктинцев и цистерцианцев, издавно поддерживаемых королевской властью и феодалами.
Труд Эккстона — не «классическая» хроника, а скорее собрание отдельных рассказов и заметок, объединённых общей темой и целью, без строгой хронологической последовательности. Текст его состоит из 15 «коллекций», или подборок (лат. collationes), объединённых в три тематические части. Обстоятельное, изложенное простым и доступным языком, но фактологически не всегда надёжное, проникнутое очевидной тенденцией превознести английскую провинцию ордена над всеми остальными, сочинение Экклстона является, тем не менее, незаменимым нарративным источником ранней истории и хранилищем коллективной памяти францисканцев в Англии.

## Рукописи и издания
Оригинал хроники Томаса Экклстона утрачен, известны лишь три позднейшие рукописи, одна из которых хранится в двух разрозненных частях в собраниях Роберта Коттона и Фрэнсиса Эгертона Британской библиотеки, а остальные — в Бодлеанской библиотеке Оксфордского университета и библиотеке Йоркского собора. В течение долгого времени она известна была лишь узкому кругу образованных братьев-францисканцев, и, хотя ещё в 1530-х годах королевский антикварий Джон Лиланд включил отрывки из неё в своё сочинение «Collectanea», последнее издано было лишь в 1770 году Томасом Хирном.
Комментированное научное издание хроники подготовлено было в 1858 и 1882 годах в двух томах Джоном Шереном Брюэром и Р. Хоулеттом в серии «Monumenta Fraciscana» для Rolls Series. В 1885 году хроника опубликована была итальянскими миноритами из колледжа Св. Бонавентуры в пригороде Флоренции Квараччи, и в том же году выпущена немецким историком Феликсом Либерманом в Ганновере в «Monumenta Germaniae Historica» (XXVIII, 1885, 560—569).
В 1909 году в Лондоне и Эдинбурге вышел комментированный английский перевод хроники, осуществлённый учёным отцом Кутбертом под заглавием «Братья[-минориты] и их появление в Англии» (англ. The Friars and How They Came to England), а в 1926 году увидел свет новый перевод Э. Герни Солтера, известного биографа Св. Франциска Ассизского, под названием «Прибытие братьев-миноритов в Англию и Германию» (англ. The Coming of the Friars Minor to England and Germany).
Обстоятельный источниковедческий, филологический и лингвистический анализ хроники дан британским историком церкви, преподавателем Колледжа Св. Эдмунда Кембриджского университета Майклом Дж. П. Робсоном в монографии «„О прибытии братьев-миноритов в Англию“ Томаса Экклстона», увидевшей свет в 2023 году в издательстве «Boydell & Brewer».

## Публикации
- Thomas the Eccleston de Adventu fratrum Minorum in Angliam. Ed. by J. S. Brewer // Monumenta Fraciscana. — Volume 1. — London: Longman, 1858. — pp. 1–72.
- Thomae de Eccleston. Liber de Adventu Fratrum Minorum in Angliam // Analecta franciscana sive Chronica aliaque varia Documenta ad historiam Fratrum Minorum spectantia edita a Patribus Collegii S. Bonaventurae. — Volume 1. — Frati Editori di Quaracchi, 1885. — pp. 217–257.
- The Chronicle of Thomas of Eccleston. Ed. and transl. by Father Cuthbert. — London; Edinburgh: Sands, 1909. — xxxix, 168 p.
- Thomas of Eccleston. De adventu fratrum minorum in Angliam. Edited by A. G. Little. — Manchester: University Press, 1951. — xxxii, 115 p.
- Thomas of Eccleston. The coming of the Franciscans. Ed. and transl. by Leo Sherley-Price. — Oxford: Mowbray, 1964. — 96 p. — ISBN 978-0-264-64997-9.
- Freeman Gerard Pieter, Loeffen Henk, Sier Max (red.) Ze kwamen op blote voeten. De kronieken van de minderbroeders Jordanus van Giano en Thomas van Eccleston. — Haarlem: J.H. Gottmer, 1991. — 160 p. — (Franciskaanse bibliotheek, 25). — ISBN 978-9025723798.